# 리자 하님
리자 하님(말레이어: Liza Hanim)은 말레이시아의 가수이다. 본명은 할리자 하님 빈티 압둘 할림(말레이어: Haliza Hanim binti Abdul Rahim)이며, 리자 하님은 예명이다. 주로 리자로 잘 알려져 있다.
1990년대 말레이시아의 대표적인 작곡가이자 프로듀서인 아드난 아부 하산에 의해 기획됐으며, 1997년 <Epilog>로 데뷔했다. 2007년까지 10년간 7장의 정규 앨범과 3장의 컴플리케이션 앨범을 내면서 시티 누르할리자, 재클린 빅터, 다양 누르파이자 등과 더불어 말레이시아 가요 산업에 큰 역할을 하였다. 2014년 신곡 <Egoismu>를 발표하여 7년만에 컴백하였다.
그녀는 유명 국민가수 P. 람리와 직접적인 인연은 없었으나(람리는 그녀가 태어나기 전 이미 죽었으므로), 1997년 <Epilog>의 9번 트랙 <Jeritan Batinku>나 1998년 앨범 <Dimana Kan Ku Cari Ganti> 등으로 람리를 기념하기도 했다.

## 앨범

### 정규 앨범
- <Epilog> (1997)
- <Dimana Kan Ku Cari Ganti> (1998)
- <Puteri Jelmaan> (1999)
- <Istimewa> (2000)
- <Isyarat Jiwa> (2001)
- <Ku Teruskan> (2003)
- <Imagin> (2007)

### 컴플리케이션 앨범
- <Molek> (1998)
- <Aidilfitri di Alaf Baru> (1999)
- <Rindu Selalu> (2005)

### 기타 노래
- <Kau Tetap di Hati (feat. 2 by 2)> (2001)
- <Egoismu> (2014)